# Eurhynchium crassinervium
Eurhynchium crassinervium là một loài Rêu trong họ Brachytheciaceae. Loài này được (Taylor) Schimp. mô tả khoa học đầu tiên năm 1854.